# Marcus Behmer
Marcus Michael Douglas Behmer, Pseudonyme Marcotino und Maurice Besnaux,  (* 1. Oktober 1879 in Weimar; † 12. September 1958 in Berlin) war ein deutscher Schrift- und Buchkünstler, Illustrator, Graphiker und Maler.

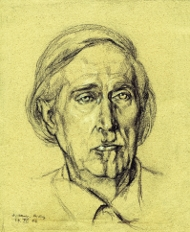
Marcus Behmer 1947 (Zeichnung von Dorothea Werner)

## Genealogie
Marcus Behmer war ein Sohn des Kunstmalers Hermann Behmer (* 13. November 1831 in Merzien; † im Juli 1915 in Weimar) und ein Enkel des Merziener Oberamtmanns Friedrich Behmer und dessen Ehefrau Elise Behmer, jüngste Tochter der Dichterin Philippine Engelhard. Sein Onkel Rudolf Behmer (* 13. November 1831 in Merzien; † 12. Februar 1902 in Berlin) – bekannt geworden als Züchter des Merinofleischschafes – war der Zwillingsbruder seines Vaters. Deren Schwester Luise, die Tante von Marcus, war mit Heinrich von Nathusius (1824–1890) verheiratet. Sein Bruder Joachim Behmer war ebenfalls künstlerisch tätig.

## Leben
Seine künstlerischen Anfänge lagen, wie er in einem Brief schreibt, um 1896, seinen ersten großen Erfolg hatte er mit den Illustrationen zu Wildes Salome im Insel-Verlag 1903. Die frühen Arbeiten zeugen vom Einfluss der Illustrationskunst Aubrey Beardsleys. In der historischen Rezeption wird ihm diese anfängliche Abhängigkeit in seiner Salome zum Verhängnis, denn zahlreiche Kunsthistoriker bezeichnen Behmer auch danach, aber je später desto unzutreffender, als Beardsley-Epigonen. Richtig ist, dass er sich schon bald von diesem Einfluss löste und parallel zum aufkommenden Expressionismus und den neuen Impulsen der Wiener Werkstätte eine nur ihm eigene Formensprache entwickelte.
Behmer trat am 1. Oktober 1903 in den Militärdienst ein, wurde am 10. Juni 1904 zum Gefreiten ernannt und am 22. September 1907 zum Unteroffizier befördert. Ab 1914 nahm er am Ersten Weltkrieg (in Flandern und in Polen) teil. Im Sommer 1917 erkrankte er „nach einer Operation im Felde“ schwer und lag sechs Wochen im Kriegslazarett von Jarny. Während seiner Zeit in der Armee entstanden viele sogenannte „Kameradenportraits“, meist reduzierte, wiewohl fein ausgearbeitete Profilansichten junger Soldaten.

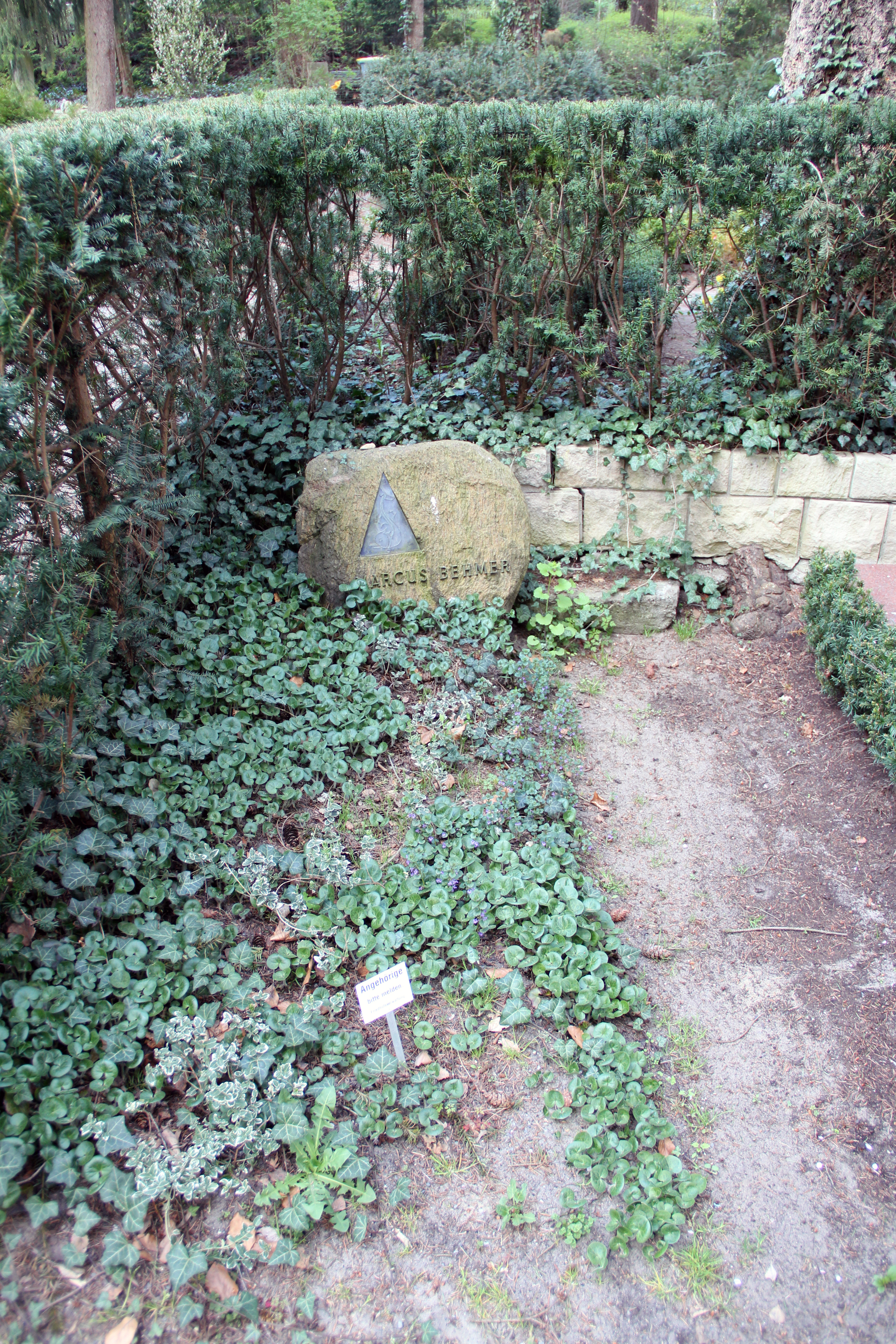
Ehrengrab von Marcus Behmer auf dem Friedhof Heerstraße in Berlin-Westend

1898 lernte er Karl Walser kennen, mit dem ihn eine lebenslange Freundschaft verband. Beide verehrten die Werke von Aubrey Beardsley. Ab 1902 lieferte Behmer Illustrationen für Bücher, entwarf Initialen und Schriften und war für sorgsam geplante Buchausstattungen verantwortlich. Er arbeitete für die Cranach-Presse von Harry Graf Kessler und vor allem in zahlreichen Beiträgen für die Monatsschrift „Die Insel“, erschienen im Insel-Verlag. Für diesen Verlag gestaltete er auch eine international besonders wahrgenommene Arbeit, die Illustrationsfolge zu Philipp Otto Runges: Von dem Fischer un syner Fru und 1903 Zeichnungen im Jugendstil zu Oscar Wildes Salome. Auch für andere Verlage arbeitete Behmer, so z. B. für den Paul-Cassirer-Verlag, in dem eines seiner Hauptwerke, die 40 im Jahr 1912 entstandenen Radierungen zu Voltaires Zadig erschien. Wie so viele Künstler der Buchkunstbewegung kam Behmer schon in den 1920er Jahren in finanzielle Engpässe, hielt aber dennoch am (in seinen Worten) „kleinen Format“ fest, statt wie etwa Alfred Kubin (mit dem sich Behmer in späten Jahren verglich) eine Karriere als Galerie-Künstler anzustreben.
Eng befreundet war Behmer unter anderem mit der Familie des Schriftstellers Ernst Hardt, mit dem Maler Alexander Olbricht sowie auch mit der Bildhauerin und Malerin Dorothea Werner (geb. Leiding) und ihrem Ehemann.
Behmer war bereits seit 1903 Mitglied in der weltweit ersten Homosexuellen-Organisation in Berlin. Im  Dezember 1936 wurde er von einem Gericht in Konstanz zu einer Gefängnisstrafe von 19 Monaten verurteilt, die Haft verbrachte er in Stockach, Konstanz und Freiburg. Bisweilen erhielt er die Möglichkeit, im Gefängnis künstlerisch zu arbeiten. Die in dieser Zeit entstandenen Arbeiten sind meist kalligraphisch gestaltete Schrifttafeln mit griechischem Text (Gebete und Bibelzitate), daneben auch Zeichnungen voll von Bitterkeit und Ironie. 1937 wurden in der Nazi-Aktion „Entartete Kunst“ aus dem Städelschen Kunstinstitut und Städtische Galerie Frankfurt/Main Behmers Tusche-Zeichnung Embryo mit Fliege beschlagnahmt. Das Blatt ging 1940 zur „Verwertung“ auf dem Kunstmarkt an den Kunsthändler Bernhard A. Böhmer. Sein Verbleib ist ungeklärt.
Ab 1943 lebte Behmer im Haus der Familie von Donata Helmrich, der Tochter von Ernst Hardt, in Berlin-Charlottenburg. Nachdem er im November 1944 in Berlin ausgebombt wurde und dabei fast seinen ganzen Besitz einschließlich Hunderter Zeichnungen, Grafiken und Druckplatten verlor, kam er zunächst auf dem Landgut der Familie Werner, der Domäne Groß Nuhnen bei Frankfurt/Oder, unter. Den Rest seines Lebens verbrachte er in Armut in West-Berlin. Dorothea Werner pflegte ihn dort im Jahr 1958 bis zu seinem Tod.
Behmer wurde auf dem landeseigenen Friedhof Heerstraße im heutigen Ortsteil Berlin-Westend beigesetzt.
Der Berliner Senat beschloss 1965, die letzte Ruhestätte von Marcus Behmer (Grablage: 8-C-54) als Ehrengrab des Landes Berlin zu widmen. Diese ursprüngliche Widmung lief 2011 aus. Jedoch entschied der Senat im Jahr 2018, eine erneute Widmung des Grabes als Ehrengrab vorzunehmen – mit der üblichen Befristung auf zwanzig Jahre.
Renommierte Museen und Sammlungen wie die Graphische Sammlung des Städel-Museums in Frankfurt, das Museum Gunzenhauser in Chemnitz, das Klingspor-Museum für Schriftkunst und Typografie in Offenbach oder die Sammlung Sternweiler (Schwules Museum) in Berlin beherbergen heute Arbeiten von Marcus Behmer. Eine entscheidende Würdigung seines Schaffens und seiner kunsthistorischen Bedeutung steht aber bis heute aus.
Ein Teil von Behmers schriftlichem Nachlass liegt im Deutschen Kunstarchiv im Germanischen Nationalmuseum in Nürnberg.

## Werke (Auswahl)

### Graphik
- Zahlreiche meist radierte Exlibris.

- Zahlreiche an Freunde versandte, zumeist radierte, Neujahrswünsche mit sowohl metaphorischen wie politischen Motiven (so entstehen zwischen 1931 und 1934 kritische Kommentare zur Machtergreifung der Nationalsozialisten).

- Zahlreiche erotische Werke, oft Radierungen, mit so eindeutiger wie phantasievoller schwuler Symbolik.

### Buchillustration
- Annemarie von Nathusius: Freie Worte. Berlin, Eckstein, (1902).
- Oscar Wilde: Salome. Leipzig, Insel, 1903.
- H. de Balzac: Das Mädchen mit den Goldaugen. Dt. Übertragung von Ernst Hardt. Leipzig, Insel Verlag 1904.
- Ernst Hardt: Ninon von Lenclos. Drama in einem Akt. Insel Verlag, Leipzig, 1905.
- Ernst Hardt: Tantris der Narr. Drama in 5 Akten. Breitkopf & Härtel für den Insel Verlag, Leipzig, 1907.
- Umar Ḫaiyām: Ruba'ijat des Omar Chajjâm von Neschapur. Insel-Verlag, Leipzig, 1907
- Voltaire: Zadig. IX. Werk der Pan-Presse, verlegt bei Paul Cassirer, Berlin, 1912.
- Brüder Grimm: Sechs Märchen. Brandus, Berlin, 1918.
- Ecclesiastes oder der Prediger Salomo. Holten, Berlin, 1920.
- Von dem Fischer un syner Fru. Leipzig, Insel Verlag, Leipzig 1920 (Insel-Bücherei Nr. 315), auch Handsatz von Behmer.
- Euphorion Verlag: Verlagsbericht über das Gründungsjahr. Mit einer Originaltitelradierung von Marcus Behmer und einer Originallithographie von Hermann Struck. Berlin 1920.
- Der Prophet Jona nach Luther. Insel Verlag, Leipzig, 1920–30, Nachdruck 1983: Insel-Bücherei Nr. 1018/2.
- Johannes Secundus (d. i. J. N. Everaerts): Basia. Officina Serpentis, Berlin, 1921.
- Enno Littmann: Vom morgenländischen Floh. Dichtung und Wahrheit über den Floh bei Hebräern, Syriern, Arabern, Abessiniern und Türken. Mit 13 Orig.-Radierungen. Insel, Leipzig 1925

### Werkausgaben
- Fünf Briefe zum Effi-Briest Einband. (Berlin-Schöneberg, Labisch, o. J. (1927). - Privatdruck in Kleinstauflage (25 Ex.).)
- Zehn Scherenschnitte von Marcus Behmer. Als Jahresgabe für den Freundeskreis der staatlichen Kunstbibliothek hergestellt von W. Büxenstein. Berlin 1930.

### Musikalische Kompositionen/Lieder nach Gedichten von
- Eduard Mörike: Denk' es o Seele! (Berlin, Birkholz, 1922; geschrieben 1917 im Feldlazarett von Jarny).
- Paul Verlaine: Le ciel est, pardessus le toit... (Berlin, Birkholz, 1925).
- Emil Kuh: Hirschlein ging im Wald spazieren. (Nach dem Kinderlied gesetzt für Singstimme und Klavier von Marcus Behmer). Zum '19.', 22. Juli 1943. (Privatdruck für Konstantin [Greiff-Helmrich] in Kleinstauflage).

### Entwürfe für die Reichsdruckerei
- Zehn-Mark-Banknote, 1919 (unter Verwendung eines Scherenschnitts).
- Diverse Einladungs- und Programmkarten.

## Ausstellungen (Auswahl)

### Einzelausstellungen
- 2018 - (11. Juli – 2. September) Delphine in Offenbach. Marcus Behmer. Meister er kleinen Formate. Klingspor Museum, Offenbach am Main, zum 60. Todestag.
- 2009 (1. Oktober) Zum 130. Geburtstag - Galerie im Antiquariat Marcus Haucke, Berlin.
- 2008 (24. Juli – 2. September) -Galerie Buchholz, Berlin.
- 2008 - „Täfele“. Antiquariat & Galerie Marcus Haucke, Berlin.
- 2000 - Antiquariat & Galerie Marcus Haucke, Berlin.
- 1979 - Stadtmuseum, Weimar
- 1979 - Stadtbibliothek, Berlin-Ost.
- 1979 - Klingspor-Museum, Offenbach.
- 1978 - Galerie Werner Kunze, Berlin.
- 1978 - 1979 - Kunstkreis Novo Industrie, Mainz.
- 1958 - Klingspor-Museum, Offenbach.
- 1958 - 1959 - Ehemals Staatliche Museen Berlin / Kunstbibliothek, Berlin
- 1956 - Städelsches Kunstinstitut, Frankfurt am Main.
- 1954 - Kunstamt Charlottenburg, Berlin.
- 1952 - „Arbeiten aus 50 Jahren“, Horst Stobbe Bücherstube, München.
- 1951 - Galerie Springer, Berlin.
- 1950 - Galerie Rosen, Berlin
- 1947 - A. Wollbrück & Co. Buchhandlung und Antiquariat, Berlin.
- 1927 - Kunstbibliothek, Berlin.
- 1912 - „An exhibition of drawings, etchings and ex libris by Marcus Behmer“, Berlin Photographic Company, New York.
- 1910 - Ausstellung im Atelier von Alexander Olbricht, Weimar.
- 1904 - „Marcus Behmer, Zeichnungen, Aquarelle, Holzschnitte“, Kunstverein, Jena.

### Gruppenausstellungen
- 1997 - „Goodbye to Berlin. 100 Jahre Schwulenbewegung“, Schwules-Museum, Berlin
- 1984 - „Eldorado“, Berlin-Museum, Berlin
- 1980 - „Der gekrümmte Horizont - Kunst in Berlin 1945–1967“, Akademie der Künste, Berlin
- 1965 - "Die Grafik zwischen 1871 und 1914", Lindenau-Museum, Altenburg/Thür.
- 1929 - „Das deutsche illustrierte Buch von 1880 bis 1929“, Horst Stobbe Bücherstube, München.
- 1909 - „Winterausstellung der Sezession“ (Graphik), Akademie der Künste, Berlin.
- 1905 - „Alexander Olbricht, Marcus Behmer (Zeichnungen, Radierungen, Holzschnitte)“, Kunstverein, Jena.
- 1903 - Sezession, Berlin.
- 1902 - „Wiener Secession 13. Ausstellung“, Wien
- 1900 - „Wiener Secession 8. Ausstellung“, Wien